# Ann Cody
Ann Cody-Morris (nacida el 14 de mayo de 1963) es una ex medallista paralímpica estadounidense y miembro del Comité Paralímpico Internacional.

## Biografía
Cody nació el 14 de mayo de 1963 en Binghamton, Nueva York. Mientras asistía al Groton High School, quedó paralizada por una lesión en la médula espinal. En la Universidad de Illinois, obtuvo una licenciatura en pintura y una Maestría en Ciencias mientras jugaba baloncesto en silla de ruedas.

## Carrera
Comenzó su carrera paralímpica representando a los Estados Unidos en baloncesto en silla de ruedas en los Juegos Paralímpicos de Verano de 1984. Cambió al atletismo en su siguiente participación paralímpica ganando cuatro medallas de plata en los Juegos de Seúl de 1988. En sus últimos Juegos Paralímpicos, ganó oro y bronce en los Juegos Paralímpicos de Verano de 1992 al tiempo que logró un récord mundial compartido en el relevo de 4 × 100 m. En 2013, se postuló para vicepresidenta del Comité Paralímpico Internacional. A pesar de ser derrotada por Andrew Parsons, fue seleccionada para formar parte de la junta directiva de IPC. Aparte de los Juegos Paralímpicos, participó en los Juegos Olímpicos de Verano de 1988 en Carrera en silla de ruedas. Más tarde ganó el Maratón de Chicago de 1989 y el de Los Ángeles de 1990 en la división de sillas de ruedas para mujeres.
Alternativamente, ha ocupado puestos en los sectores empresarial y gubernamental. Fue directora de BlazeSports America y ayudó a la firma de la Convención sobre los derechos de los discapacitados. Actualmente, trabaja en el Departamento de Estado de los Estados Unidos en Asuntos Exteriores.

## Premios y distinciones
Fue nombrada atleta del año por USA Track&Field y Wheelchair Sports, EE. UU. en 1990. En 2004, fue incluida en el Salón de la Fama de Adaptive Sports USA. En 2009, recibió el premio Amazing Leader del Comité Paralímpicos de Estados Unidos. En 2012, fue nombrada como una de las ganadoras de los Premios de Liderazgo Deportivo George M. Steinbrenner III de la Fundación Olímpica de EE. UU. En 2017, recibió la Orden Paralímpica.